# Ода, Сакура
Сакура Ода (яп. 小田 さくら, род. 12 марта 1999, Дзама, префектура Канагава, Япония) — японский идол, участница 11-го поколения японской идол-группы «Morning Musume». До «Morning Musume» была участницей «Hello Pro Egg».

## Биография

### 2011
Летом 2011 года Сакура Ода приняла участие в прослушиваниях во второе поколение гёрл-группы S/mileage. Прослушивания она не прошла, но в ноябре её приняли в состав Hello Pro Egg, учебной группы в составе Hello! Project.

### 2012
В середние 2012 года Ода приняла участие в прошслушиваниях в 11-е поколение Morning Musume, став одной из 7000 аппликанток. В финальный раунд она прошла вместе с 5 другими девочками. 14 сентября 2012 года на концерте Morning Musume 15th Anniversary Concert Tour в Harmony Hall Zama в префектуре Канагава (родной префектуре Сакуры) было объявлено, что Сакура стала единственной победительницей прослушиваний.

### 2013—2016
23 мая 2013 года, начала вести веб-ток-шоу эксклюзивно для фан-клуба Sakura Sakuradio.
22 августа 2013 года, прошло мероприятие Morning Musume Oda Sakura Solo Event ~Sakura no Shirabe~.
14 ноября 2013 года, прошло мероприятие Morning Musume Oda Sakura Solo Event ~Sakura no Shirabe 2~.
13 марта 2014 года, отметила свой 15-й день рождения на мероприятии под названием Oda Sakura Birthday Event 2014 ~Sakura no Shirabe 3~, с двумя выступления в Tokyo FM Hall, Токио.
В июне 2014 года, приняла участие в мюзикле LILIUM -Lilium Shoujo Junketsu Kageki-.
5 июля 2014 года, прошло мероприятие Morning Musume '14 Oda Sakura Solo Event ~Sakura no Shirabe 3.5~.
19 февраля 2015 года, завершилось эксклюзивное веб-ток-шоу Sakura Sakuradio с общим количеством 90 эпизодов.
16 марта 2015 года, отметила свой 16-й день рождения на мероприятии под названием Morning Musume '15 Oda Sakura Birthday Event ~Sakura no Shirabe 4~.
22 марта 2016 года, отметила свой 17-й день рождения на мероприятии под названием Morning Musume '16 Oda Sakura Birthday Event ~Sakura no Shirabe 5~.
18 апреля 2016 года, был анонсирован её сольный фотобук Sakura Moyou (яп. さくら模様), выход которого запланирован на 27 мая, и включающий в себя DVD с закадровыми съемками создания фотобука.

### 2017—2018
29 марта 2017 года, отметила свой 18-й день рождения на мероприятии под названием Morning Musume '17 Oda Sakura Birthday Event ~Sakura no Shirabe 6~.
17 ноября 2017 года, состоялся релиз её второго сольного фотобука Sakura Breeze, включающий в себя DVD с закадровыми съемками создания фотобука.
27 декабря 2017 года, состоялся релиз её сольного Blu-ray Sakura in Guam.
28 марта 2018 года, отметила свой 19-й день рождения на мероприятии под названием Morning Musume '18 Oda Sakura Birthday Event ~Sakura no Shirabe 7~

## Личные данные
На момент принятия её в группу Morning Musume Сакура Ода была во втором классе средней школы. (В Японии школа делится на начальную, среднюю и старшую.)

## Группы и юниты Hello! Project
- Hello Pro Egg (2011—2012)
- Morning Musume (2012 — настоящее время)

## Дискография

### Студийные альбомы
Morning Musume
- [2013] The Best! ~Updated Morning Musume~
- [2014] Morning Musume '14 Coupling Collection 2
- [2014] One・Two・Three to Zero
- [2014] 14shou ~The message~
- [2017] 15 Thank you, too
- [2018] Hatachi no Morning Musume

### Синглы
ODATOMO
- Kodachi wo Nukeru Kaze no You ni (яп. 木立を抜ける風のように) [23.04.2014]

### DVD & Blu-ray
Сольные DVD & Blu-ray
| # | Название                           | Дата выпуска    | Чарты          | Лейбл              |
| # | Название                           | Дата выпуска    | Oricon Blu-ray | Лейбл              |
| - | ---------------------------------- | --------------- | -------------- | ------------------ |
| 1 | Greeting ~Oda Sakura~              | 30 января 2013  | —              | e-Hello! series    |
| 2 | Behind of Photobook ~Sakura Moyou~ | 29 ноября 2016  | —              | Up-Front Works     |
| 3 | Sakura in Guam                     | 27 декабря 2017 | 59             | Zetima (EPXE-5127) |

## Фотокниги
Сольные фотокниги
1. Sakura Moyou (27 мая 2016, Wani Books, ISBN 978-4-8470-4839-5)[23]
2. Sakura Breeze (17 ноября 2017, Wani Books, ISBN 978-4-8470-4975-0)[24]
3. Sakura no Kisetsu (12 марта 2019, Wani Books, ISBN 978-4-8470-8202-3)[25]
4. SAKURA COLOR (20 апреля 2020, Wani Books, ISBN 978-4-8470-8286-3)[26]

Совместные фотокниги
- Michishige ☆ Photo SOUL (20 апреля 2013)
- Morning Musume '14 BOOK "Sayumin no... Oshiete Kouhai!" (20 января 2015, Wani Books, ISBN 978-4-8470-4715-2)[27]
- Morning Musume '17 Shijou Drama "Haikei, Haru-senpai! ~Higashi-Azabu Koukou Hakusho~" (11 декабря 2017, Wani Books, ISBN 978-4-8470-4982-8)[28]
- Morning Musume 20 Shuunen Kinen Official Book (19 июня 2018, Wani Books, ISBN 978-4-8470-8125-5)[29]
- Morning Musume '18 Micchaku Documentary Photobook "NO DAY , BUT TODAY 21 Nenme ni Kaita Yumetachi VOL.1" (14 сентября 2018, Tokyo News Service, ISBN 4863368216)
- Morning Musume '18 Micchaku Documentary Photobook "NO DAY , BUT TODAY 21 Nenme ni Kaita Yumetachi VOL.2" (14 сентября 2018, Tokyo News Service, ISBN 4863368224)
- Morning Musume '18 Micchaku Documentary Photobook "NO DAY , BUT TODAY 21 Nenme ni Kaita Yumetachi VOL.3" (14 сентября 2018, Tokyo News Service, ISBN 4863368232)

## Фильмография
Театр
- LILIUM -Lilium Shoujo Junketsu Kageki- (яп. LILIUM －リリウム 少女純潔歌劇－) (5-15 июня 2014, Ikebukuro Sunshine Theater), (20-21 июня 2014, Morinomiya Piloti Hall)[30]
- TRIANGLE (яп. トライアングル) (18-28 июня, 2015, Sunshine Theater)[31]
- Zoku 11nin Iru! Higashi no Chihei, Nishi no Towa (яп. 続・11人いる！東の地平・西の永遠) (11-12 июня 2016, Kyoto Gekijo) (16-26 июня 2016, Ikebukuro Sunshine Theater)[32]
- Pharaoh no Haka  (яп. ファラオの墓) (2-11 июня 2017, Ikebukuro Sunshine Theater)[33]
- Pharaoh no Haka ~Hebi Ou Sneferu~ (1—10 июня 2018, Ikebukuro Sunshine Theater, Токио; 15—17 июня 2018, Mielparque Hall, Осака)[34]

## См.также
- Morning Musume
- Список участниц Morning Musume
- Дискография Morning Musume